# أوتو-ويليام، كونت بورغندي
أوتو-ويليام (62/955 - 21 سبتمبر 1026)، كان كونت ماكون، وكونت نيفير، وأول كونت بورغندي.
أوتو هو ابن أدالبرت ملك إيطاليا وحفيد برنغار الثاني ملك إيطاليا، وأيضا اعتبر لفترة وجيزة دوق بورغندي، إلا أن لاحقاً تم إزاحته عنها وضمت إلى تاج فرنسا.